# Saint-Georges-sur-Moulon
Saint-Georges-sur-Moulon és un municipi francès, situat al departament de Cher i a la regió de Centre – Vall del Loira. L'any 2007 tenia 733 habitants.

## Demografia

### Població
El 2007 la població de fet de Saint-Georges-sur-Moulon era de 733 persones. Hi havia 276 famílies, de les quals 56 eren unipersonals (28 homes vivint sols i 28 dones vivint soles), 88 parelles sense fills, 128 parelles amb fills i 4 famílies monoparentals amb fills.
La població ha evolucionat segons el següent gràfic:
Habitants censats

### Habitatges
El 2007 hi havia 302 habitatges, 281 eren l'habitatge principal de la família, 7 eren segones residències i 14 estaven desocupats. 284 eren cases i 13 eren apartaments. Dels 281 habitatges principals, 232 estaven ocupats pels seus propietaris, 42 estaven llogats i ocupats pels llogaters i 7 estaven cedits a títol gratuït; 4 tenien una cambra, 7 en tenien dues, 34 en tenien tres, 65 en tenien quatre i 171 en tenien cinc o més. 236 habitatges disposaven pel capbaix d'una plaça de pàrquing. A 96 habitatges hi havia un automòbil i a 171 n'hi havia dos o més.

### Piràmide de població
La piràmide de població per edats i sexe el 2009 era:
| Homes | Edats   | Dones |
| ----- | ------- | ----- |
| 0     | 95 o +  | 0     |
| 0     | 90 a 94 | 0     |
| 0     | 85 a 89 | 0     |
| 0     | 80 a 84 | 4     |
| 4     | 75 a 79 | 4     |
| 16    | 70 a 74 | 12    |
| 16    | 65 a 69 | 16    |
| 12    | 60 a 64 | 24    |
| 24    | 55 a 59 | 28    |
| 24    | 50 a 54 | 20    |
| 28    | 45 a 49 | 16    |
| 36    | 40 a 44 | 44    |
| 44    | 35 a 39 | 32    |
| 16    | 30 a 34 | 32    |
| 12    | 25 a 29 | 4     |
| 16    | 20 a 24 | 8     |
| 52    | 15 a 19 | 16    |
| 12    | 10 a 14 | 28    |
| 16    | 5 a 9   | 28    |
| 8     | 0 a 4   | 12    |

## Economia
El 2007 la població en edat de treballar era de 486 persones, 362 eren actives i 124 eren inactives. De les 362 persones actives 341 estaven ocupades (190 homes i 151 dones) i 21 estaven aturades (10 homes i 11 dones). De les 124 persones inactives 45 estaven jubilades, 34 estaven estudiant i 45 estaven classificades com a «altres inactius».

### Ingressos
El 2009 a Saint-Georges-sur-Moulon hi havia 286 unitats fiscals que integraven 769 persones, la mediana anual d'ingressos fiscals per persona era de 18.866 €.

### Activitats econòmiques
Dels 39 establiments que hi havia el 2007, 2 eren d'empreses de fabricació d'altres productes industrials, 7 d'empreses de construcció, 15 d'empreses de comerç i reparació d'automòbils, 2 d'empreses de transport, 4 d'empreses d'hostatgeria i restauració, 2 d'empreses financeres, 2 d'empreses immobiliàries, 4 d'empreses de serveis i 1 d'una empresa classificada com a «altres activitats de serveis».
Dels 12 establiments de servei als particulars que hi havia el 2009, 3 eren tallers de reparació d'automòbils i de material agrícola, 1 paleta, 2 guixaires pintors, 1 fusteria, 3 lampisteries, 1 restaurant i 1 agència immobiliària.
Dels 3 establiments comercials que hi havia el 2009, 1 era una llibreria, 1 una botiga de roba i 1 una sabateria.
L'any 2000 a Saint-Georges-sur-Moulon hi havia 11 explotacions agrícoles que ocupaven un total de 616 hectàrees.

## Equipaments sanitaris i escolars
El 2009 hi havia una escola elemental.

## Poblacions més properes
El següent diagrama mostra les poblacions més properes.